# Дъглас (окръг, Колорадо)
Вижте пояснителната страница за други населени места с името Дъглас.
Окръг Дъглас (на английски: Douglas County) е окръг в щата Колорадо, Съединени американски щати. Площта му е 2183 km², а населението - 335 299 души (2017). Административен център е град Касъл Рок.

## Градове
- Касъл Пайнс Норт
- Лоун Трий